# Стихове
„Стихове“ е българска телевизионна новела (драма, военен) от 1972 година на режисьора Маргарит Николов, по сценарий на Павел Вежинов. Оператор е Иван Самарджиев. Музиката във филма е композирана от Симеон Пиронков.
Новела от цикъла „На зазоряване“.
Режисьорски дебют на Маргарит Николов.

## Сюжет
Историята от края на войната. В Унгария приятелство свързва съветски снайперист, български военен кореспондент и унгарско момче. Срещата е кратка, защото момчето е простреляно от немски снайперист. Съветският войник Коля отмъщава....

## Състав

### Актьорски състав
| Изпълнител        | Роля                           |
| ----------------- | ------------------------------ |
| Николай Бурляев   | Коля, сержант Николай Михайлов |
| Тодор Щонов       | военния кореспондент           |
| Димо Джиков       | поручикът                      |
| Федерико Захариев | Янош                           |
| Владимир Русинов  |                                |
| Кристиан Фоков    | Наско, редникът                |
| Богомил Атанасов  |                                |
| Стефан Джуров     |                                |
| Калчо Калчев      |                                |
| Георги Стоянов    | подофицер Колев                |
| Христо Христов    |                                |
| Стефан Любомиров  |                                |

### Екип
| Режисьор           | Маргарит Николов                                                            |
| Сценарий           | Павел Вежинов                                                               |
| Оператор           | Иван Самараджиев                                                            |
| Художник           | Милко Маринов                                                               |
| Костюми            | Пепа Мисиркова                                                              |
| Музика             | Симеон Пиронков                                                             |
| Звукоператор       | Досю Белчев                                                                 |
| Редактор           | Петър Караангов                                                             |
| Монтаж             | Лина Гешева                                                                 |
| Грим               | Аделина Михайлова                                                           |
| Фотограф           | Ирина Пеева                                                                 |
| Консултанти        | полковник Кузман Кузов майор Георги Каранешев                               |
| Асистент-режисьори | Мариана Бахчеванова Екатерина Далкалъчева Весела Романова                   |
| Асистент-оператори | Райко Стефанов Димитър Хаджиилиев                                           |
| Втори художник     | Асен Гицов                                                                  |
| Директор           | Рачо Рачев                                                                  |
| Distributed by     | Българска кинематография Студия за игрални филми „Бояна“ /Copyright © 1971/ |